# ピュロコックス・フリオスス
Pyrococcus furiosus（ピュロコックス・フリオスス、パイロコッカス・フリオサス、ピロコックス・フリオスス）はPyrococcusに属する偏性嫌気性超好熱古細菌。Pyrococcus 属の基準種である。古細菌のモデル生物の一つ。
1980年代にイタリア、ヴルカーノ島の浅い海底にある硫黄熱水噴出孔から分離された。増殖は70〜103℃の範囲で起こり、その至適温度は100℃と高い。発見された当時はPyrodictiumに次ぐ増殖温度の高さであった。
この古細菌は現在広く知られた超好熱菌の一つになっており、様々な研究に使用される。高耐久性酵素の分離源としても使われることがあり、例えばこの菌から分離されたDNAポリメラーゼは、熱安定性が高いことに加え、広く使われているTaqポリメラーゼよりも複製速度は遅いが正確性が高い（数十倍）ためポリメラーゼ連鎖反応にしばしば使用される。
培養は単体硫黄を添加した海水に酵母エキスやペプトンなどのタンパク源、あるいはデンプンなどを加えて90℃後半中性嫌気条件下で行う。この時硫黄が還元され硫化水素を生成する。なお、硫黄が無くても増殖できるが、自身が生成した水素によって増殖阻害が起こる。実験室レベルでは、水素を消費するMethanopyrus kandleriと安定的なバイオフィルムを形成する（ただし、実験条件下では、P. furiosusはM. kandleriが必要とする水素を全供給することができないか、もしくは系全体の増殖速度が遅いため、外部からある程度の水素を供給する必要がある）。
至適条件での世代時間は37分であり、超好熱菌の中では最も早いものの一つである。種形容語はこれに由来しており、ラテン語でfuriosusフリオースス、狂乱した・狂暴なといった意味がある。
全ゲノムは2001年に解読された。ゲノムサイズ1908kbp、タンパク質をコードする遺伝子は2,065個と推定された。